# Zelfportret met hoed (Leiden)
Zelfportret met hoed is een schilderij van de Nederlandse kunstenaar Theo van Doesburg. Het bevindt zich in Museum De Lakenhal in de Nederlandse stad Leiden.

## Voorstelling
Het schilderij stelt de schilder zelf voor. Van Doesburg schilderde van ca. 1905 tot en met 1911 talloze zelfportretten (zie Lijst van werken van Theo van Doesburg), waarbij hij zichzelf vrijwel altijd als arbeider, met werkkleding en pet, afbeeldde.

## Toeschrijving en datering
Het werk is rechtsonder gesigneerd ‘Th V Doesburg / 1906’.

## Herkomst
Van Doesburg gaf het werk aan zijn Leidse vriend Johan Dee. Dee deed de boekhouding en later ook de administratie van het in 1917 opgerichte tijdschrift De Stijl. In ruil voor deze werkzaamheden schonk Van Doesburg vermoedelijk enkele werken aan Dee, waaronder Zelfportret met hoed en ook Duinlandschap. Dee liet de werken na aan zijn eerste vrouw Adriana Dee-Pina. In 1963 kwam het via erfenis aan de familie Dee. In 2007 verkocht de toenmalige eigenaar, mevr. G. Dee-Jansen uit Ede, het werk aan Museum De Lakenhal in Leiden.